# Megan Jones (équitation)
Pour les articles homonymes, voir Megan Jones et Jones.
Megan Jones est une cavalière australienne de concours complet née le 6 novembre 1976. Lors des Jeux équestres mondiaux de 2006, elle est médaille de bronze par équipe dans la discipline.
En 2008, aux Jeux olympiques de Pékin, elle remporte la médaille d'argent par équipe en concours complet.